# はり師
はり師（はりし、英: Acupuncturist）とは、あん摩マツサージ指圧師、はり師、きゆう師等に関する法律（あはき法）によるはり師試験に合格した者をいう。はり師、きゅう師、両方を取得している者は一般的に「鍼灸師」と呼ばれているが、そうした資格は法制度上に存在しない。
日本古来の東洋医学体系に根ざした物理療法の専門家資格であり、戦前は鍼医と呼ばれた。昭和22年の法律217号により「はり師」という資格名が定められた。
同法には「きゆう師」と「あん摩マッサージ指圧師」という資格を定めている。三者とも、疾病への治療的介入技法の専門資格であるが、これら技法の疾病に対する作用機序は現在の科学レベルで解明されている点もあるが、未だ不明な点も残る。
そのため、古来より効果は知られているが作用機序の一部不明な、これらの技術の専門資格に関しては業務内容についての明確な規定がなされていない。
つまり、古来活用されてきた鍼灸術に関する医療行為に関して、はり師は「はり業」について、きゆう師は「きゆう業」について、あん摩マッサージ指圧師は「あん摩マッサージ指圧業」について、という形での業務独占が規定されており、はり業、きゆう業、あんまマッサージ指圧業に関する内容の厳密な規定は棚上げ状態である。
はり師、きゆう師の資格取得のためには、医療者としての基本的な医学知識に加えて、東洋医学（漢方・経穴）についての履修が必要である。
上記のように、法制度上の資格の規定も資格者の養成に関しても、はり師は未だ過渡的な状況にある資格であり、この状況の改善が各方面より求められているが千数百年に渡って構築されてきた経験的技法を解析し、法令の単純な文言に載せるのは容易でなく、この過渡的な状況には見通しが立たないのが現状と言える。

## はり師の実際
はり、きゅう、あん摩マッサージ指圧は、日本古来の医学体系に古代中国（漢時代）や蘭学からの医学体系が加わって、独自の継承と発展を遂げてきている（鍼灸参照）。はり師の治療業務は、一般には疼痛病変（腰痛、頸部痛、膝痛など）への対応が主体と認識されているが、実際の鍼灸臨床において対応している疾病や症状には多くの内科疾患が含まれており、これらの疾患に対する費用対効果を考えても患者の満足度は高く、これが明治の医制改革後も、鍼灸が連綿と業として成立して来た背景をなしている。
日本における鍼は、灸、あん摩マッサージ指圧および生薬方である湯液とともに、東洋医学や漢方医学と呼び習わされてきた医療技術の一つである。湯液も鍼灸も、日本においては江戸期に独自の発展を遂げており、大陸における湯液や鍼灸と趣を異にするものに進化している。特に鍼灸は、鍼管の発明により非常に細い鍼をほぼ無痛で刺入することを可能にし、極細い鍼を使った治療技法として、日本の鍼灸は大陸の技法を大きく越える体系に脱皮したと言われる。日本における「はり師」は、この鍼管を使用した日本の鍼を主体に学習し、指導要綱においても国家試験における実技においても、この鍼管の扱い習熟は必須とされている。
免許取得者の進路状況アンケート調査報告書　平成23年（東洋療法学校協会が実施・回答率26％）の結果では、開業した、はり施術所の平均報酬または給与は14.7万円となっており、調査の開始以降給与は減少傾向にある。このように、就職ができたとしても自身の生活がやっとの給与しか稼ぐことができず、数年経っても一般企業の大卒初任給に満たない者がほとんどで、結果はり師として廃業を選ぶ者も多い。柔道整復師の免許も取得、または接骨院に勤務し保険診療を主として鍼治療を追加サービスとして提供し生活を維持する形が増加し、純粋な鍼治療院は減少してきている。

## 法規、資格制度
- あん摩マッサージ指圧師、はり師、きゆう師等に関する法律（あはき法）に基づく資格。
- はり師の鍼の施術に関する医療行為に関しては、あはき法第1条による、医師法第17条に対する特別法で、施行を認められている。
- 「はり師名簿」とは、厚生労働省に備えられている名簿で、医師でいうところの「医籍」に相当する。現在は、厚生労働大臣の指定をうけた財団法人東洋療法研修試験財団がその事務を行っている。

- その施術の特性から、きゅう師と組み合わせて鍼灸師と呼称したり、きゅう師、あん摩マッサージ指圧師と組み合わせて鍼灸マッサージ師もしくは三療師などと呼ばれることもあるが、それぞれに別の資格である。実際には、はり師ときゅう師に関しては、養成施設（専門学校や盲学校等）において完全に単位の互換がなされており、二つの資格試験受験に必要な単位を取得できる。また、課程によっては、あん摩マッサージ指圧師の受験資格も取得できるものもある。
- はり師の養成を行う教員は、医師の他、はり師教員、理療科教員の資格取得者などとされている。
- はりの療養費が健康保険によって支給されるのは、神経痛、リウマチ、頸(けい)腕(わん)症候群、五十肩、腰痛症、頸(けい)椎(つい)捻挫後遺症のような慢性的な疼痛を主症とする疾患である。ただし、あらかじめ医師の発行した同意書又は診断書が必要である[5]。
- はり師の国家資格をもって治療の対価を健康保険の療養費として申請する場合、医師の同意書が必要とされているが法的な根拠のあるものではない[要出典]。往療の判断は、はり師が行う。ただし、医科との健康保険の併給は認められない。
- あん摩マツサージ指圧師免許、はり師免許及びきゅう師の免許の取得者は、教育職員検定により特別支援学校自立教科助教諭の臨時免許状が与えられる（教育職員免許法施行規則第65条。臨時免許状取得者は定められた経験、単位修得により普通免許状が与えられる）。

## はり師の養成
現在のはり師養成は、以下の施設によりなされる。
- 文部科学省管轄
  - 鍼灸大学（4年制） - 国立1校、私立数校がある。
  - 鍼灸短期大学（3年制）
  - 特別支援学校（旧盲学校）理療科 - 視覚障害の術者はほとんどこちら出身。授業料は無料。
- 厚生労働省管轄
  - 鍼灸専門学校（3年制） - 全て私立。全国に81校存在する。ほとんどの晴眼免許者はこちら出身。

養成施設毎の受験可能資格の詳細は以下。
- あんまマッサージ指圧師のみ取得可能な課程 - 盲学校の保健理療科および指圧専門学校など
- はり師、きゆう師のみ取得可能な課程 - 鍼灸専門学校の専科および私立鍼灸大学
- はり師、きゆう師、あんまマッサージ指圧師が取得可能な課程 - 盲学校の専攻科理療科、国立鍼灸大学および鍼灸専門学校の本科。

はり師の養成を行う教員は、医師の他、はり師教員、理療科教員の資格取得者などとされている。